# 1888 en photographie
| Années de la photographie : 1885 - 1886 - 1887 - 1888 - 1889 - 1890 - 1891    |
| Décennies de la photographie : 1850 - 1860 - 1870 - 1880 - 1890 - 1900 - 1910 |

Cet article présente les faits marquants de l'année 1888 en photographie.

## Événements

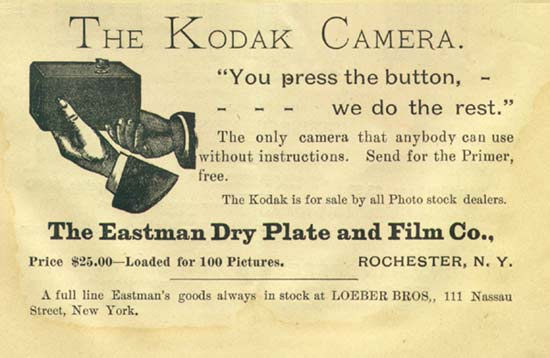
You press the button, we do the rest : publicité pour Kodak.

- George Eastman commercialise aux États-Unis l'appareil photographique box Kodak n° 1, appareil léger et maniable qui tient dans la main, ainsi que le film souple transparent en nitrate de cellulose, mis au point par son employé, le photographe John Carbutt, l'année précédente, sous la forme de rouleaux de 70 mm de large. Il dépose la marque Kodak et lance le slogan publicitaire « You press the button, we do the rest » (« Vous appuyez sur le bouton, on se charge du reste ») ; les appareils Kodak ont permis la démocratisation de la photographie, une « révolution Kodak » s'adressant aux photographes amateurs[1].
- La commercialisation du film souple est également l'élément-clé qui sépare le précinéma du cinéma : les alignements de photographies du précinéma présentaient une saynète qui durait une à deux secondes au maximum ; avec le film souple, les spectacles représentés peuvent durer une dizaine de secondes, voire quelques dizaines de secondes, et, très rapidement, permettent de présenter des films de plusieurs dizaines de minutes[2].
- Arthur Batut obtient la première prise de vue aérienne automatique, à partir d'un cerf-volant qu'il a équipé d'une chambre noire dont l'obturateur est automatiquement déclenché par la combustion d'une mèche d'amadou.
- La société suisse Orell Füssli & Cie fait breveter le procédé du photochrome inventé par Hans Jacob Schmid et créé une filiale sous le nom de Photochrom Zurich[3].
- Le genevois Albert Darier fait breveter un appareil photographique à main, l'Escopette de Darier, muni d'une seule chambre sans viseur.
- Étienne-Jules Marey adapte son fusil photographique à la pellicule de papier sensible.
- Jessie Tarbox Beals, qui enseigne dans une école à classe unique à Williamsburg, petite ville du Massachusetts, gagne un appareil photo, associé à une offre d'abonnement d'un magazine, Youth's Companion, et commence la pratique de la photographie[4].
- Gabrielle Hébert commence à pratiquer la photographie, initiée entre autres par Giuseppe et Luigi Primoli[5].
- Création du Photo-club de Paris, association française de photographes amateurs, à la suite d'une sécession de membres de la Société française de photographie[6].
- Création en Suède du magazine Fotografisk Tidskrift (sv) [Journal photographique].
- Création de la Société photographique de La Flèche en France.
- Érection d'un buste en hommage à l'ingénieur chimiste et photographe français Alphonse Poitevin, inventeur de la photolithographie, à Saint-Calais dans la Sarthe, dû à Charles Gauthier.

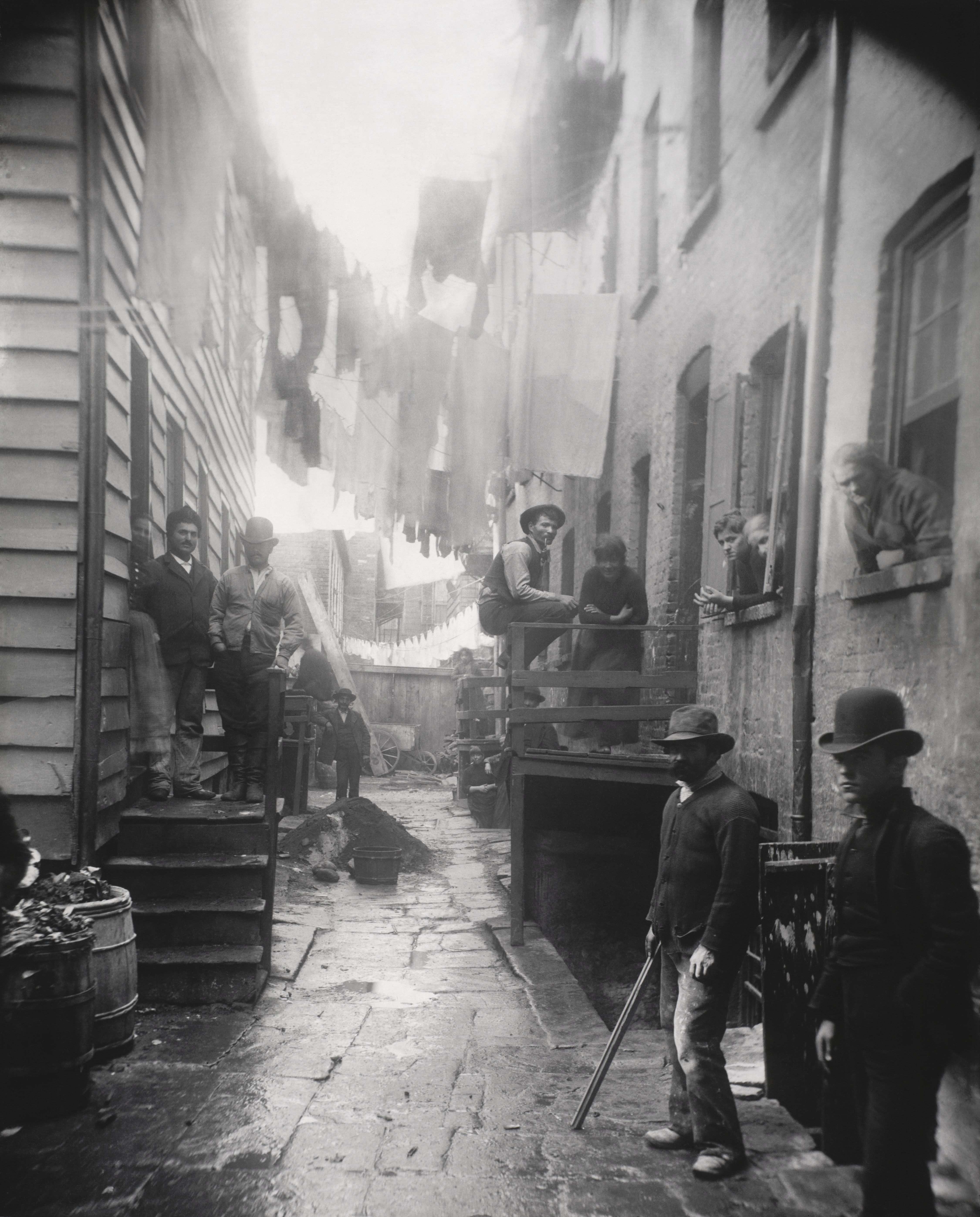
Jacob Riis, Bandits' Roost.

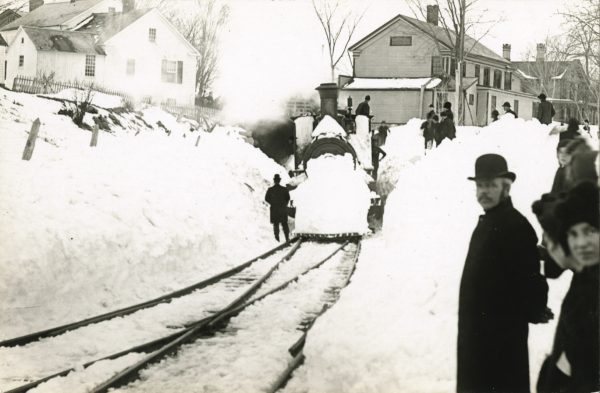
Marie Hartig Kendall, Norfolk après le grand blizzard le 15 mars 1888.

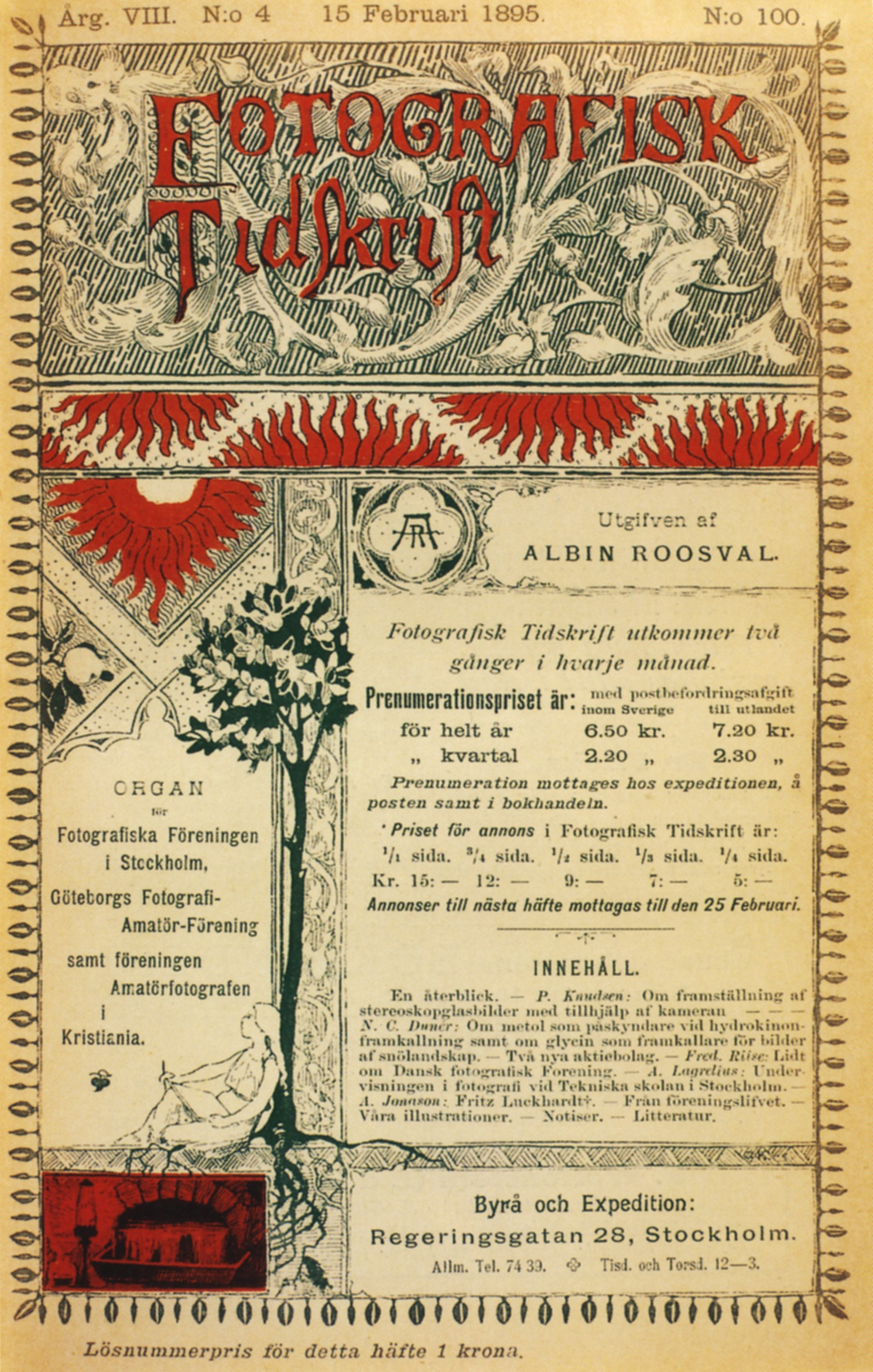
Le numéro de 1895 du Fotografisk Tidskrift.

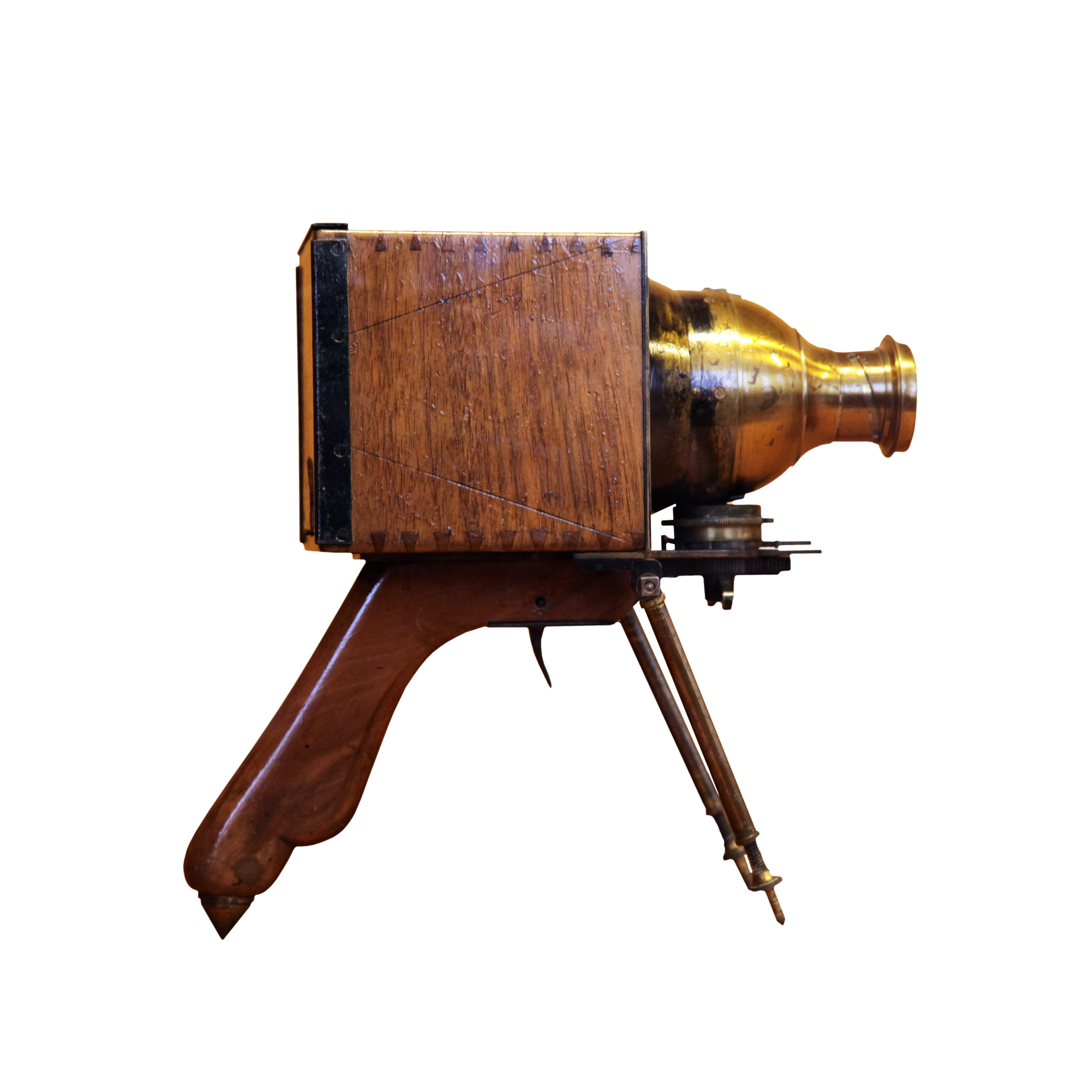
Escopette de Darier, exemplaire conservé au Conservatoire national des arts et métiers à Paris.

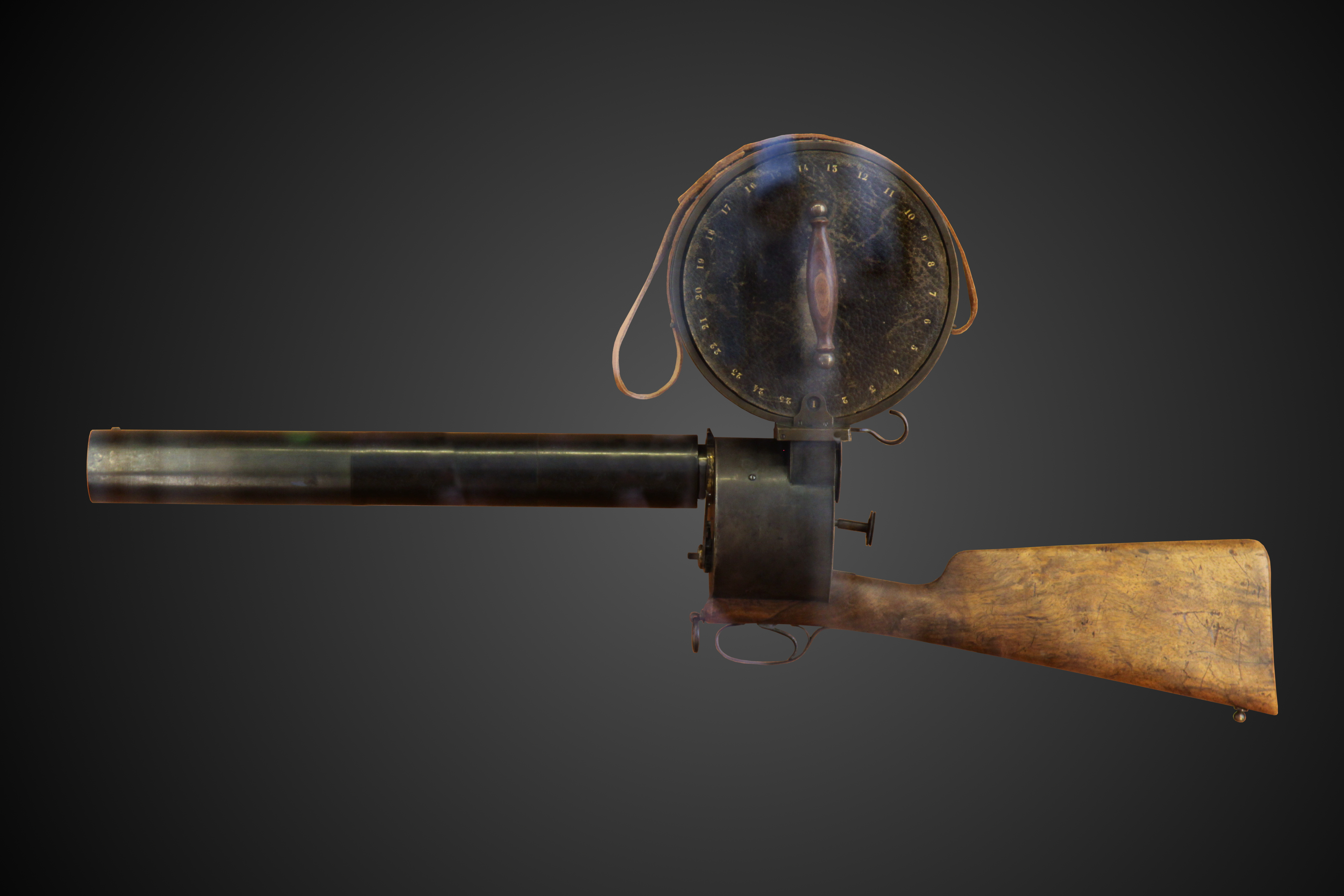
Fusil photographique de 1882 adapté à la pellicule en 1888.

## Photographies notables
- Jacob Riis, Bandits' Roost (en).
- 11 - 15 mars 1888 : Marie Hartig Kendall couvre le grand blizzard de 1888 à Norfolk dans le Connecticut aux États-Unis.

## Études, essais, articles
- Ralph Abercromby (en), Instructions for Observing Clouds on Lands and Seas : with photographs and engravings, Londres, E. Stanford ; Abercromby, militaire et météorologiste anglais, a effectué deux voyages autour du monde dans le but de photographier tous les aspects possibles des nuages[7].
- Josef Maria Eder, La Photographie instantanée, son application aux arts et aux sciences, Paris, Gauthier-Villars, 221 p. (lire en ligne).
- Albert Londe, La Photographie moderne. Pratique et applications, Paris, Masson, 312 p. (lire en ligne) (traduction française de la 2ème édition allemande par O. Campo).
- Étienne-Jules Marey, « Décomposition des phases d'un mouvement au moyen d'images photographiques successives, recueillies sur une bande de papier sensible qui se déroule », Comptes rendus de l'Académie des sciences, 29 octobre 1888, p. 677-678 (Lire en ligne).

## Naissances

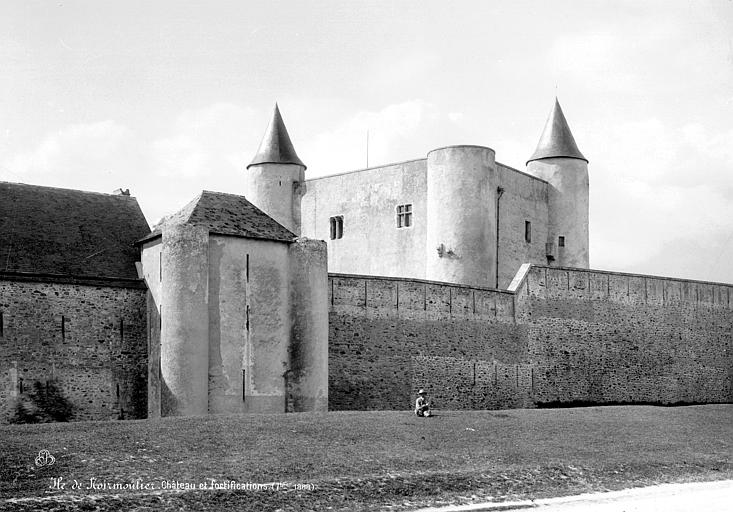
Séraphin-Médéric Mieusement, Enceinte et donjon du château de Noirmoutier, d'après le négatif sur verre, 31 x 41 cm, 1888.

- 4 mars : Gaston de Jongh, photographe vaudois, mort le 5 juillet 1973.
- 1er mai : Eduardo Cativiela Pérez, photographe espagnol, mort en 3 septembre 1974.
- 22 juillet : Francisco Marí, photographe espagnol, mort en 1967.
- 8 août : 
  - Fernand Bignon, photographe français, mort le 4 février 1969.
  - Émile Gos, photographe vaudois, mort le 8 juillet 1969.
- 22 décembre : Melbourne Spurr, photographe américain, mort le 3 octobre 1964.
- Date précise inconnue :
  - Alexander Binder, photographe allemand, mort le 25 février 1929.
  - Ksado, photographe espagnol, mort le 6 février 1972.

## Décès
- 2 avril : Constant Alexandre Famin, photographe français, né le 19 août 1827.
- 18 avril : James Robertson, médailleur et photographe britannique, un des premiers photographes de guerre, né en 1813.
- 30 mai : Louis Buvelot, peintre, lithographe et photographe suisse, actif au Brésil et en Australie, né le 3 mars 1814.
- 24 juin : Charles Reutlinger, photographe germano-français, né le 25 février 1816.
- 9 août : Charles Cros, poète et inventeur français, auteur d'un procédé à l'origine de la trichromie (photographie en couleur, né le 1er octobre 1842.
- 16 septembre : Hippolyte Mailly, lithographe et photographe français, né le 13 mars 1829.
- 23 octobre : Pompeo Pozzi, peintre et photographe italien, né le 23 janvier 1817.
- 3 décembre : Carl Zeiss, ingénieur-opticien allemand, fondateur de la société Carl Zeiss, qui se spécialisera notamment dans les objectifs photographiques haut de gamme, né le 11 septembre 1816.
- Date précise inconnue :
  - Giacomo Luzzatto, photographe italien, né en 1827.

## Célébrations
Centenaire de naissance
- Fortuné Joseph Petiot-Groffier
- George Wilson Bridges